# Alūksne
Alūksne (de 1284 à 1917 : Marienburg en allemand) est une ville de la région de Vidzeme en Lettonie. Elle est située près de la frontière avec la Russie et avec l'Estonie.

## Histoire
La région autour du Lac Alūksne est habitée par des tribus estoniennes et lives de langues fennique. Entre le VIIIe et le XIIe siècle les Latgaliens s'y installent. Les chroniques Pskov situent en 1824 la création de la ville nommée alors Olysta, Alyst, et Volyst. Le dernier nom Alūksne viendrait du mot olūksna signifiant en latgalien « une source dans la forêt ».
En 1342, les croisés germaniques de l'ordre de Livonie conquièrent la ville et y construisent la forteresse de Marienburg sur une île avoisinante afin de protéger les routes commerciales entre Riga et Pskov. La ville qui se développe autour du château est aussi appelée Marienburg.

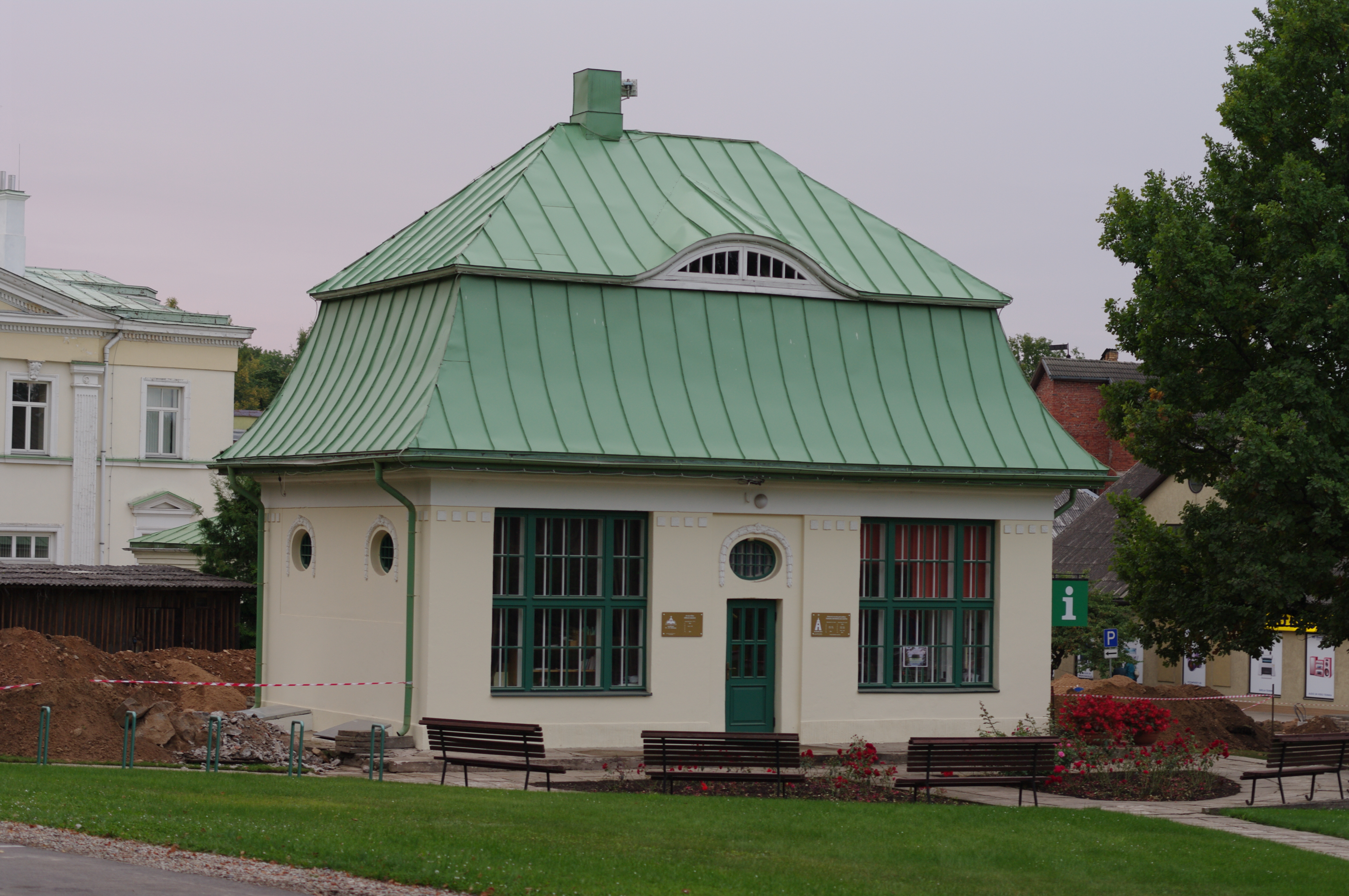
Le musée de la Bible à Alūksne : Johann Ernst Glück y effectua la première traduction de la Bible en letton.

En 1560, pendant la guerre de Livonie, Marienburg est prise par les troupes de Ivan le Terrible. En 1582 la ville est rattachée à la république des Deux Nations et en 1629 à l’Empire suédois.
Le pasteur luthérien Johann Ernst Glück, premier traducteur de la Bible en letton, fonde en 1683 la première école en langue lettone en Vidzeme. Le bâtiment de l'école héberge actuellement le musée d’Alūksne.
L’armée russe menée par Boris Cheremetiev prend la ville en 1702 durant la grande guerre du Nord. La guerre fait de grands dégâts et le château est détruit. Boris Cheremetiev déporte tous les habitants dont Glück et sa fille adoptive Marta Skavronska, qui deviendra l’impératrice Catherine Ire de Russie.
Entre 1859 et 1863, un nouveau château de Marienburg est reconstruit par le baron Otto von Vietinghoff, petit-fils d'Otto Hermann von Vietinghoff.

## Architecture
- Ancien château fort de Marienburg
- Nouveau château de Marienburg

## Jumelages
- Kuopio ( Finlande)
- Binnenmaas ( Pays-Bas)
- Sundbyberg ( Suède)
- Võru ( Estonie)
- Marsannay-la-côte ( France)